# Твіск
Твіск (нід. Twisk) — село в нідерландській провінції Північна Голландія. Входить до муніципалітету Медемблік.
Його площа становить 7,67 км², а населення станом на 2021 рік складало 1 090 осіб.
До 1979 року мало статус окремого муніципалітету.

## Історія
Вперше згадується між 1243 і 1245 роками як Твіск, що означає «між/на кордоні». Можливо, це пов'язано з назвою струмка. Твіск виник в 11 столітті як поселення, що займалося видобутком торфу на хребті струмка від Аббекерка до Медембліка. Ділянки землі не є прямим кутом до головної дороги, тому багато будинків і ферм побудовані під кутом.
Голландська реформатська церква — це витягнута однонефна церква з цегляним шпилем. Неф, ймовірно, датується кінцем 14 століття. На початку 16 століття церкву було піднято і розширено. Штукатурка вежі була знята під час реставрації 1976—1981 років. Костел більше не діє і був проданий у 2017 році.
У 1840 році у Твіську проживало 647 осіб. У 1887 році на залізничній лінії Медемблік — Горн була побудована залізнична станція. Лінія була закрита у 1941 році.
Твіск був окремим муніципалітетом до 1979 року, коли було створено новий муніципалітет Нурдер-Коггенланд. У 2007 році він став частиною муніципалітету Медемблік.

## Галерея

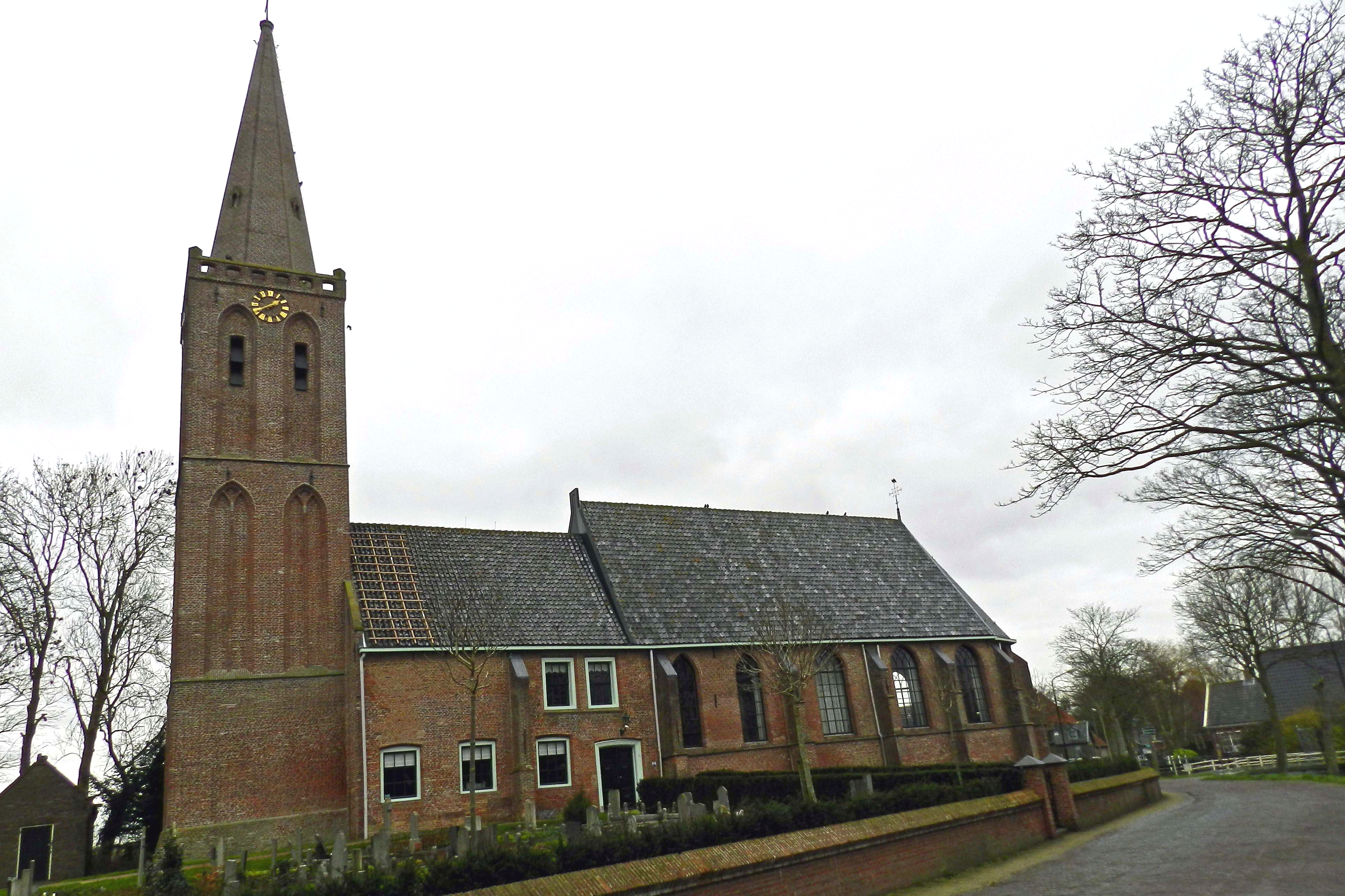
Реформистська церква
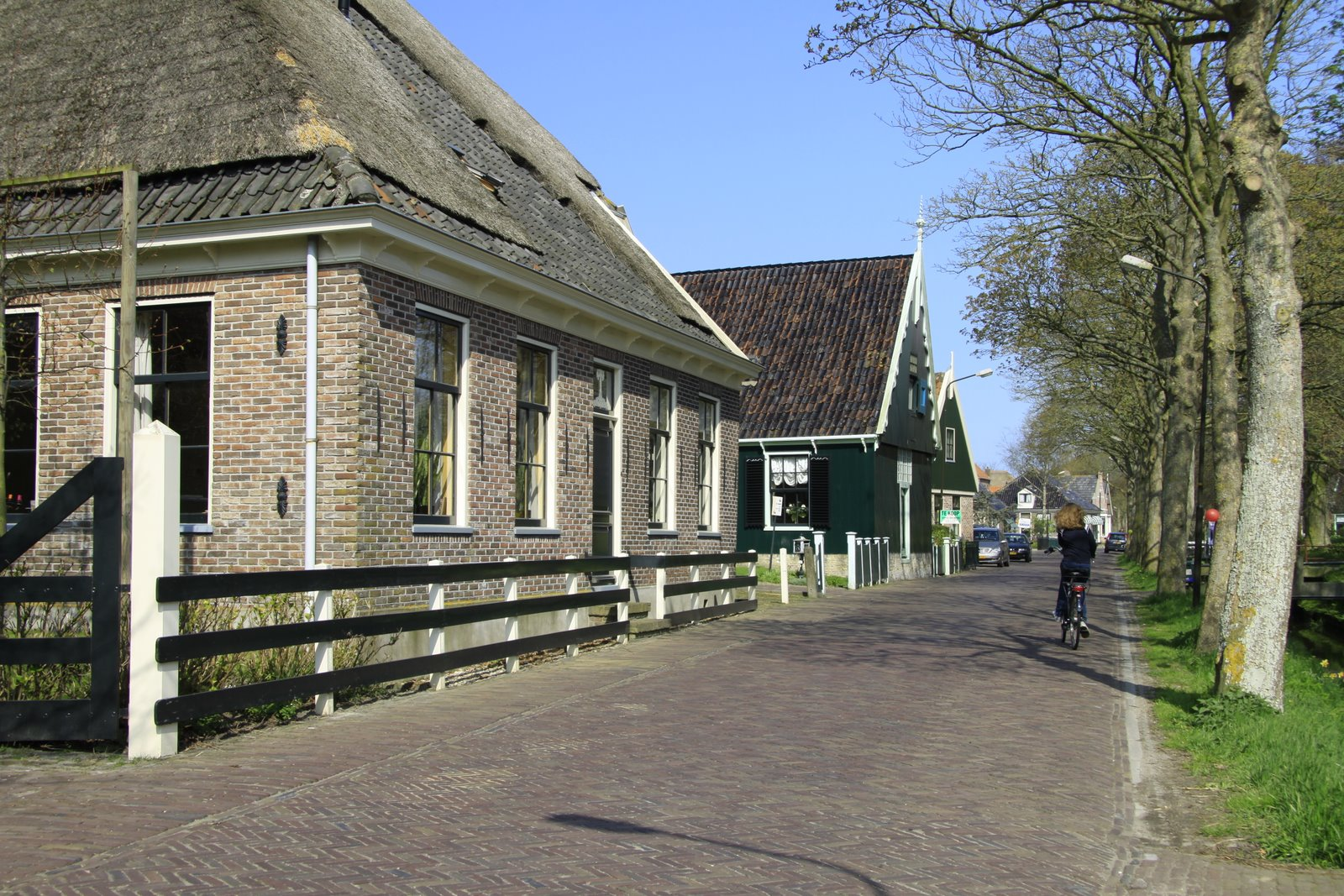
Вулична панорама
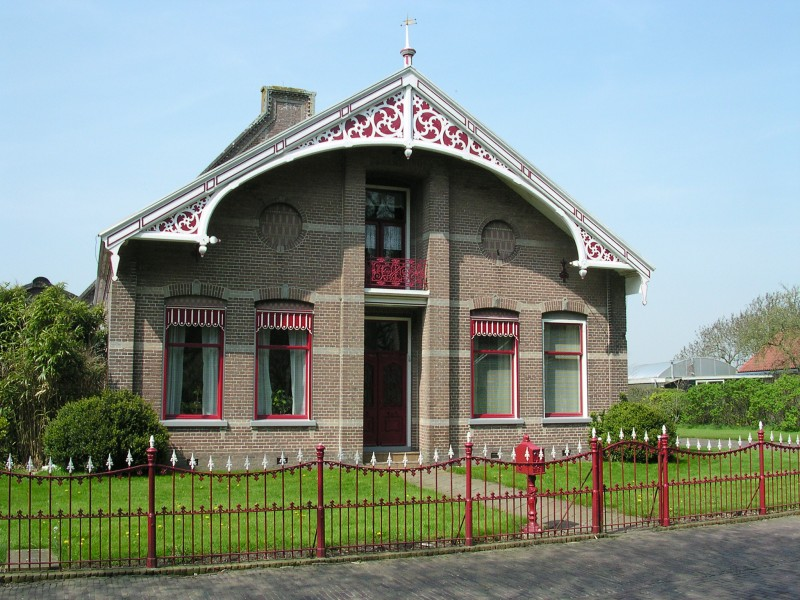
Ферма у селі
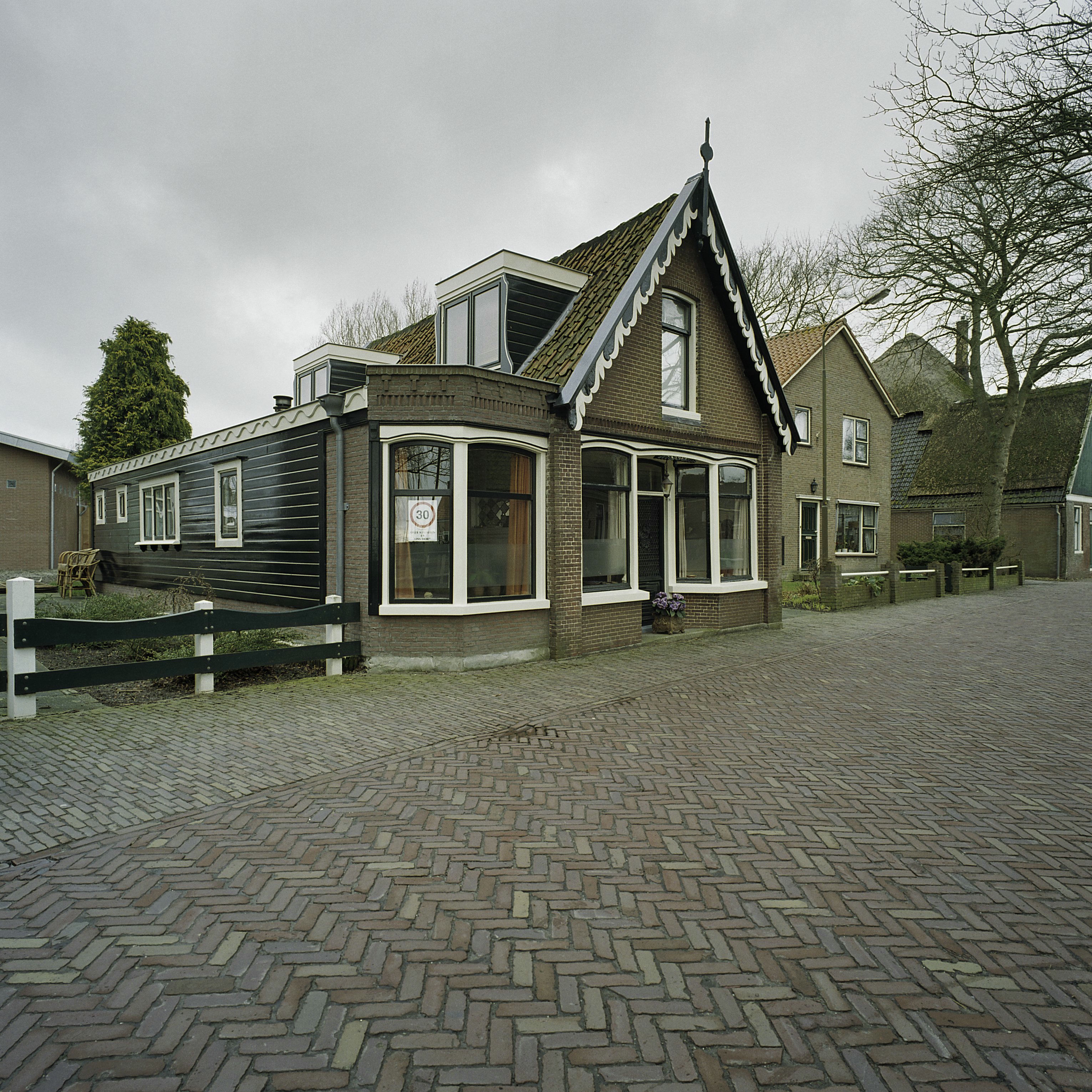
Житловий будинок із крамницею